# Occultifur internus
Occultifur internus är en svampart som först beskrevs av Lindsay Shepherd Olive, och fick sitt nu gällande namn av Franz Oberwinkler 1990. Occultifur internus ingår i släktet Occultifur och familjen Cystobasidiaceae.   Inga underarter finns listade i Catalogue of Life.